# Eudocia (krater)
För andra betydelser, se Eudocia.
Eudocia är en nedslagskrater med en diameter på 27 kilometer, på planeten Venus. Eudocia har fått sitt namn efter den östromerska kejsarinnan Aelia Eudocia.